# دوگا (بورکینافاسو)
دوگا شهری در شهرستان بالاوه در استان بانوا در بورکینافاسوی غربی است و جمعیت آن ۸۱۳ نفر است.